# Vindrarps naturreservat
Vindrarp är ett naturreservat i Våxtorps och Hasslövs socknar i Laholms kommun i Halland.

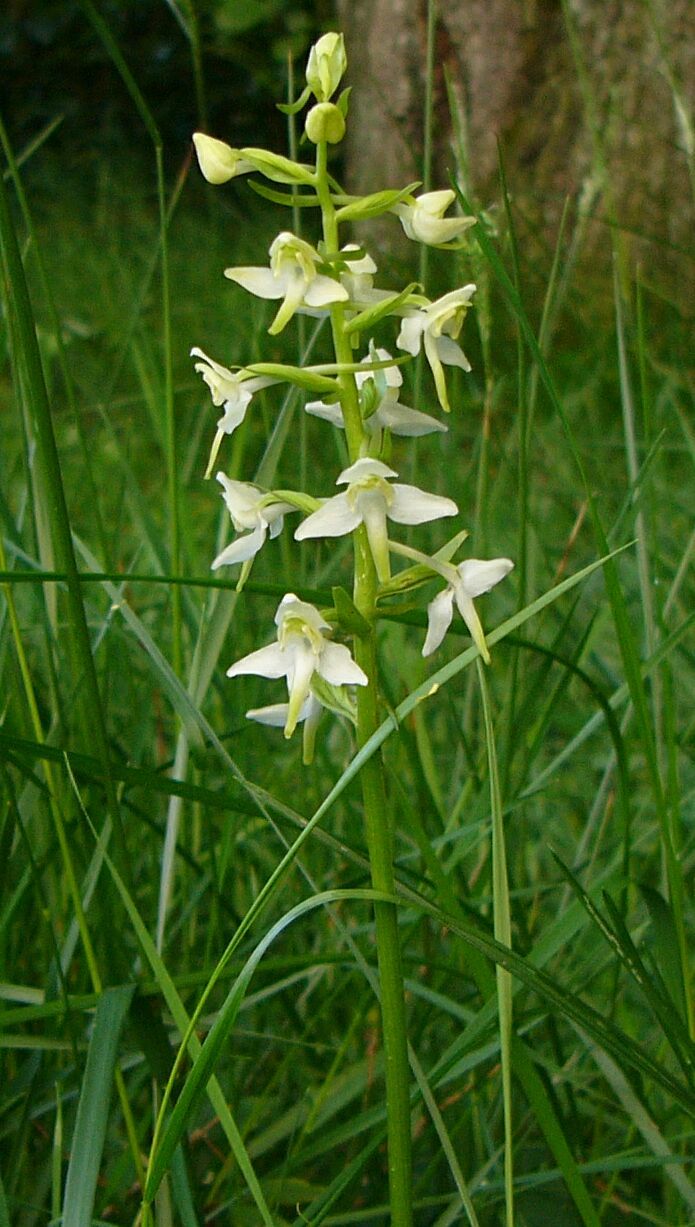
Grönvit nattviol

Detta reservat ligger på Hallandsåsens nordsluttning några kilometer öster om Hasslöv och omfattar 78 hektar ädellövskog. Området domineras av bokskog, blandlövskog, hässlen med hassel och sumpskog med klibbal. Här finns även alm, ask och fågelbär. Vid bäckarna växer arter som ängsfräken, kärrfibbla, kåltistel, stinksyska, skogsbräsma och skärmstarr. Det finns även hagmarker där man kan finna orkidén grönvit nattviol.
Området avsattes som naturreservat den 22 september 2011. Det är också ett Natura 2000-område. Av beslutet framgick att Vindrap avsattes som "en särskilt värdefull löv-
skogstrakt att skydda i ett nationellt perspektiv". I reservatsområdet finns många rödlistade arter och hotade och sårbara biotoper. Dessutom finns kvartärgeologiska 
och limnologiska värden.